# 5022 Roccapalumba
5022 Roccapalumba este un asteroid din centura principală, descoperit pe 23 aprilie 1984, de Walter Ferreri.